# Quentin Lecoeuche
Quentin Lecoeuche (Beuvry, 4 de febrero de 1994) es un futbolista francés que juega como defensa en el Wisła Płock de la Ekstraklasa.

## Trayectoria
Lecoeuche procede del fútbol base del R. C. Lens, club con el que debutó en el primer equipo el 26 de abril de 2015 frente al A. S. Monaco al entrar como suplente en la segunda mitad de una derrota por 0-3 en la Ligue 1. Tras una etapa en el Vendée Luçon, firmó con el F. C. Lorient el 4 de agosto de 2016 para jugar en su filial.
El 1 de septiembre de 2021 se marchó del F. C. Lorient, donde pudo jugar varios partidos con el primer equipo y salió cedido en dos ocasiones, para jugar en el Valenciannes F. C. de la Ligue 2. El 3 de julio de 2023 se oficializó su fichaje por el Real Zaragoza que militaba en la Segunda División de España. En su primera campaña disputó 26 encuentros y el 30 de agosto de 2024 llegó a un acuerdo para la rescisión de su contrato. Entonces regresó a Francia y se unió al S. M. Caen. En este equipo también estuvo una temporada y el 8 de agosto de 2025 fichó por el Wisła Płock.

## Clubes
| Club                   | País    | Año       | Partidos | Goles |
| ---------------------- | ------- | --------- | -------- | ----- |
| R. C. Lens "II"        | Francia | 2013-2015 | 40       | 2     |
| R. C. Lens             | Francia | 2015      | 2        | 0     |
| Vendée Luçon           | Francia | 2015-2016 | 16       | 0     |
| F. C. Lorient "II"     | Francia | 2016-2018 | 28       | 1     |
| F. C. Lorient          | Francia | 2018-2021 | 19       | 0     |
| U. S. Orleáns (cedido) | Francia | 2018-2019 | 35       | 3     |
| A. C. Ajaccio (cedido) | Francia | 2020-2021 | 15       | 0     |
| Valenciannes F. C.     | Francia | 2021-2023 | 62       | 0     |
| Real Zaragoza          | España  | 2023-2024 | 26       | 0     |
| S. M. Caen             | Francia | 2024-2025 | 23       | 0     |
| Wisła Płock            | Polonia | 2025-     |          |       |